# Giovanni Paolo Fondulli
Giovanni Paolo Fondulli auch „Il Cremonese“ genannt, (aktiv 1568 – um 1600 auf Sizilien) war ein Maler der Renaissance auf Sizilien.
Fondulli stammte aus Cremona, wo er Schüler von Antonio Campi war, der ihm die Kunst Correggios nahebrachte und dessen Malstil er nacheiferte. Mit dem Vizekönig Francisco Fernandez d’Avalos, Marchese di Pescara, kam Fondulli 1568 nach Sizilien.
Neben Altarbildern für Kirchen und Gemälde für private Auftraggeber arbeitete er 1592 in Palermo an der Gestaltung des Triumphbogens für den Einzug des Vizekönigs. Nicht zu verwechseln mit dem Bildhauer gleichen Namens aus Padua (aktiv 1468–1484)!
- Chiesa di San Domenico (Castelvetrano): Kopie der „Spasimo Sicilia“ (Kreuztragung) von Raffael (1574)
- Chiesa di San Domenico (Palermo): „Kreuzigung mit den Heiligen Maria Magdalena und Thomas“ (1573)
- Chiesa di Santa Maria di Portosalvo (Palermo): „Mariä Verkündigung“ (um 1590)[1]
- Chiesa del Carmine (Sciacca): „Mariä Himmelfahrt“ (1572)